# Dieter Hoof
Dieter Hoof (* 25. April 1929 in Köln) ist ein deutscher Pädagoge.

## Leben
Er studierte Erziehungswissenschaft, Vor- und Frühgeschichte, Klassische Archäologie sowie Vergleichende Religionswissenschaft. Nach der Promotion zum Dr. phil. am 28. November 1962 in Bonn war er wissenschaftlicher Assistent, Dozent und seit 1974 Professor für Schulpädagogik und Allgemeine Didaktik, Historische Bildungsforschung an der TU Braunschweig.

## Schriften (Auswahl)
- Die Steinbeile und Steinäxte im Gebiet des Niederrheins und der Maas. Die neolithischen und frühbronzezeitlichen Großsteingeräte. Bonn 1970, OCLC 884609928.
- Pestalozzi und die Sexualität seines Zeitalters. Quellen, Texte und Untersuchungen zur historischen Sexualwissenschaft. Sankt Augustin 1987, ISBN 3-88345-082-0.
- Die Engel-Vorstellung vom Kinde. Bochum 2005, ISBN 3-89911-043-9.
- Die Schulpraxis der pädagogischen Bewegung des 20. Jahrhunderts. Berichte und Unterrichtsbilder. Baltmannsweiler 2010, ISBN 978-3-8340-0661-5.